# گمینا گنوینگک
گمینا گنوینگک (به لهستانی:  Gmina Gnojnik) یک گمینا در لهستان است که در شهرستان بژسکو واقع شده‌است. گمینا گنوینگک ۵۴٫۸۹ کیلومتر مربع مساحت و ۷٬۳۳۶ نفر جمعیت دارد.